# Championnat d'Uruguay de football 2021
Navigation
Édition précédente Édition suivante
La saison 2021 du Championnat d'Uruguay de football est la cent-dix-huitième édition du championnat de première division en Uruguay. Les seize meilleurs clubs du pays s'affrontent lors de deux tournois saisonniers, Ouverture et Clôture. Les vainqueurs des tournois Ouverture et Clôture s'affrontent pour déterminer le champion d'Uruguay. La relégation est déterminée par un classement cumulé des deux dernières saisons. Le Club Nacional de Football est le tenant du titre.

## Organisation
Le championnat se déroule en trois temps distincts : le tournoi d'ouverture, le tournoi de fermeture et la phase finale. Comme la saison débute plus tard qu'habituellement, à cause de la saison 2020 qui a débordé sur l'année 2021, le tournoi intermédiaire est supprimé pour pouvoir terminer le championnat dans l'année en cours.

## Qualifications continentales
Les quatre premiers du classement cumulé joueront la Copa Libertadores tandis que les 5e, 6e, 7e et 8e de ce même classement obtiennent leur billet pour la Copa Sudamericana.

## Les clubs participants
| Club                                   | Entraîneur          | Ville                  | Stade                            | Capacité |
| -------------------------------------- | ------------------- | ---------------------- | -------------------------------- | -------- |
| Club Atlético Boston River             | Juan Ramón Tejera   | Montevideo             | Stade Parque Artigas             | 10 000   |
| Centro Atlético Fénix                  | Juan Ramón Carrasco | Montevideo             | Estadio Parque Capurro           | 5 500    |
| Liverpool Fútbol Club                  | Marcelo Méndez      | Montevideo             | Estadio Belvedere                | 10 000   |
| Montevideo Wanderers Fútbol Club       | Daniel Carreño      | Montevideo             | Parque Alfredo Víctor Viera      | 7 420    |
| Club Nacional de Football              | Martín Ligüera      | Montevideo             | Estadio Gran Parque Central      | 23 500   |
| Club Atlético Peñarol                  | Mauricio Larriera   | Montevideo             | Estadio Campeón del Siglo        | 40 000   |
| Club Atlético Progreso                 | Maxi Viera          | Montevideo             | Estadio Parque Abraham Paladino  | 8 000    |
| Club Atlético River Plate              | Gustavo Díaz        | Montevideo             | Parque Federico Omar Saroldi     | 5 624    |
| Plaza Colonia                          | Eduardo Espinel     | Colonia del Sacramento | Campus Municipal Alberto Suppici | 15 000   |
| Cerro Largo Fútbol Club                | Danielo Núñez       | Melo                   | Estadio Antonio Ubilla           | 9 000    |
| Montevideo City Torque                 | Pablo Marini        | Montevideo             | Stade Centenario                 | 60 235   |
| Club Atlético Rentistas                | Alejandro Capuccio  | Montevideo             | Stade Complejo Rentistas         | 10 600   |
| Club Deportivo Maldonado               | Francisco Palladino | Maldonado              | Stade Domingo Burgueño Miguel    | 25 000   |
| Club Social y Deportivo Villa Española | Bruno Piano         | Montevideo             | Estadio Obdulio Varela           | 8 000    |
| Institución Atlética Sud América       | Claudio Biaggio     | Montevideo             | Parque Carlos Ángel Fossa        | 6 000    |
| Club Sportivo Cerrito                  | Roland Marcenaro    | Montevideo             | Estadio Parque Maracaná          | 8 000    |

## Compétition

### Tournoi d'ouverture
| Rang | Équipe                 | Pts | J  | G  | N | P | Bp | Bc | Diff |
| ---- | ---------------------- | --- | -- | -- | - | - | -- | -- | ---- |
| 1    | Plaza Colonia          | 36  | 15 | 11 | 3 | 1 | 20 | 7  | +13  |
| 2    | Nacional T             | 29  | 15 | 9  | 2 | 4 | 23 | 12 | +11  |
| 3    | Peñarol                | 28  | 15 | 7  | 7 | 1 | 22 | 10 | +12  |
| 4    | Liverpool              | 27  | 15 | 8  | 3 | 4 | 38 | 20 | +18  |
| 5    | CA River Plate         | 26  | 15 | 7  | 5 | 3 | 27 | 20 | +7   |
| 6    | Montevideo City Torque | 25  | 15 | 8  | 1 | 6 | 26 | 19 | +7   |
| 7    | Fénix                  | 21  | 15 | 6  | 3 | 6 | 20 | 22 | -2   |
| 8    | Cerro Largo            | 20  | 15 | 6  | 2 | 7 | 20 | 22 | -2   |
| 9    | Cerrito P              | 19  | 15 | 5  | 4 | 6 | 12 | 15 | -3   |
| 10   | Sud América P          | 18  | 15 | 5  | 3 | 7 | 15 | 22 | -7   |
| 11   | Montevideo Wanderers   | 17  | 15 | 5  | 2 | 8 | 12 | 15 | -3   |
| 12   | Rentistas              | 16  | 15 | 4  | 4 | 7 | 12 | 21 | -9   |
| 13   | Boston River           | 14  | 15 | 3  | 5 | 7 | 14 | 19 | -5   |
| 14   | Maldonado              | 14  | 15 | 3  | 5 | 7 | 11 | 22 | -11  |
| 15   | Progreso               | 11  | 15 | 2  | 5 | 8 | 13 | 26 | -13  |
| 16   | Villa Española P       | 9   | 15 | 1  | 6 | 8 | 14 | 26 | -12  |

|  | Qualification pour la Phase finale            |
|  | T : Tenant du titre P : Promu de Segunda Liga |

### Tournoi de clôture
La première journée du tournoi de clôture est programmée pour le 11 septembre 2021.
| Rang | Équipe                 | Pts | J  | G | N | P  | Bp | Bc | Diff |
| ---- | ---------------------- | --- | -- | - | - | -- | -- | -- | ---- |
| 1    | Peñarol                | 32  | 15 | 9 | 5 | 1  | 27 | 11 | +16  |
| 2    | Nacional T             | 30  | 15 | 8 | 4 | 3  | 23 | 15 | +8   |
| 3    | Montevideo Wanderers   | 27  | 15 | 8 | 3 | 4  | 23 | 18 | +5   |
| 4    | Cerro Largo            | 26  | 15 | 6 | 9 | 0  | 24 | 11 | +13  |
| 5    | Montevideo City Torque | 25  | 15 | 7 | 4 | 4  | 26 | 19 | +7   |
| 6    | Progreso               | 25  | 15 | 7 | 4 | 4  | 12 | 7  | +5   |
| 7    | Boston River           | 22  | 15 | 6 | 4 | 5  | 24 | 25 | -1   |
| 8    | Cerrito P              | 21  | 15 | 6 | 3 | 6  | 20 | 22 | -2   |
| 9    | Plaza Colonia          | 20  | 15 | 5 | 5 | 5  | 20 | 18 | +2   |
| 10   | Fénix                  | 19  | 15 | 4 | 7 | 4  | 18 | 18 | 0    |
| 11   | Maldonado              | 17  | 15 | 5 | 2 | 8  | 13 | 18 | -5   |
| 12   | CA River Plate         | 16  | 15 | 4 | 4 | 6  | 18 | 22 | -4   |
| 13   | Liverpool Fútbol Club  | 15  | 15 | 4 | 3 | 8  | 15 | 19 | -4   |
| 14   | Rentistas              | 14  | 15 | 4 | 2 | 9  | 18 | 24 | -6   |
| 15   | Sud América P          | 13  | 15 | 3 | 4 | 8  | 14 | 26 | -12  |
| 16   | Villa Española P       | 6   | 15 | 1 | 3 | 11 | 12 | 34 | -22  |

|  | Qualification pour la Phase finale            |
|  | T : Tenant du titre P : Promu de Segunda Liga |

### Phase finale
La demi-finale oppose le vainqueur du tournoi d'ouverture et le vainqueur de celui de fermeture. Le vainqueur joue ensuite contre le premier du classement cumulé pour le titre de champion d'Uruguay.
|  | Demi-finales        | Demi-finales  | Demi-finales | Demi-finales |                       |         | Finale | Finale | Finale | Finale |
|  |                     |               |              |              |                       |         |        |        |        |        |
|  |                     |               |              |              |                       |         |        |        |        |        |
|  | Vainqueur Ouverture | Plaza Colonia | 1 (7)        | 1 (7)        |                       |         |        |        |        |        |
|  | Vainqueur Ouverture | Plaza Colonia | 1 (7)        | 1 (7)        |                       |         |        |        |        |        |
|  | Vainqueur Clôture   | Peñarol       | 1 (8}        | 1 (8}        |                       |         |        |        |        |        |
|  | Vainqueur Clôture   | Peñarol       | 1 (8}        | 1 (8}        | 1er classement cumulé | Peñarol |        |        |        |        |
|  |                     |               |              |              | 1er classement cumulé | Peñarol |        |        |        |        |
|  |                     |               | finaliste    | Peñarol      |                       |         |        |        |        |        |
|  |                     |               |              |              |                       |         |        |        |        |        |
|  |                     |               |              |              |                       |         |        |        |        |        |
|  |                     |               |              |              |                       |         |        |        |        |        |
|  |                     |               |              |              |                       |         |        |        |        |        |

- Le Peñarol étant déjà finaliste par le biais du championnat, la finale est annulée et le club est champion d'Uruguay.

## Classement cumulé
| Rang | Équipe                 | Pts | J  | G  | N  | P  | Bp | Bc | Diff |
| ---- | ---------------------- | --- | -- | -- | -- | -- | -- | -- | ---- |
| 1    | Peñarol                | 60  | 30 | 16 | 12 | 2  | 49 | 21 | +28  |
| 2    | Nacional T             | 59  | 30 | 17 | 6  | 7  | 46 | 29 | +17  |
| 3    | Plaza Colonia          | 56  | 30 | 16 | 8  | 6  | 40 | 25 | +15  |
| 4    | Montevideo City Torque | 50  | 30 | 15 | 5  | 10 | 51 | 38 | +13  |
| 5    | Cerro Largo FC         | 46  | 30 | 12 | 11 | 7  | 44 | 33 | +11  |
| 6    | Montevideo Wanderers   | 44  | 30 | 13 | 5  | 12 | 35 | 34 | +1   |
| 7    | Liverpool              | 42  | 30 | 12 | 6  | 12 | 53 | 39 | +14  |
| 8    | CA River Plate         | 42  | 30 | 11 | 9  | 10 | 45 | 42 | +3   |
| 9    | Fénix                  | 40  | 30 | 10 | 10 | 10 | 37 | 39 | -2   |
| 10   | Cerrito P              | 40  | 30 | 11 | 7  | 12 | 34 | 37 | -3   |
| 11   | Progreso               | 36  | 30 | 9  | 9  | 12 | 25 | 32 | -7   |
| 12   | Boston River           | 36  | 30 | 9  | 9  | 12 | 38 | 44 | -6   |
| 13   | Maldonado              | 31  | 30 | 8  | 7  | 15 | 21 | 40 | -19  |
| 14   | Sud América P          | 31  | 30 | 8  | 7  | 15 | 29 | 48 | -19  |
| 15   | Rentistas              | 30  | 30 | 8  | 6  | 16 | 30 | 45 | -15  |
| 16   | Villa Española P       | 15  | 30 | 2  | 9  | 19 | 26 | 60 | -34  |

|  | Qualification pour la Copa Libertadores 2022                              |
|  | Qualification pour la phase de qualification de la Copa Libertadores 2022 |
|  | Qualification pour la phase de qualification de la Copa Sudamericana 2022 |
|  | Relégation en Segunda Liga                                                |
|  | T : Tenant du titre P : Promu de Segunda Liga                             |

- La relégation est calculée d'après les points obtenus les deux dernières saisons.
- Nacional se voit attribuer deux points et Cerro Largo FC retirer un point à la suite d'une décision du tribunal, le match entre les deux équipes était donné match nul, après l'annulation le Nacional se voit attribuer la victoire[1].

## Bilan de la saison
| Championnat d'Uruguay de football 2021 |                                   |
| Champion                               | Club Atlético Peñarol (51e titre) |
| Qualifications continentales           |                                   |
| Copa Libertadores 2022                 | Club Atlético Peñarol             |
| Copa Libertadores 2022                 | Club Nacional de Football         |
| Copa Libertadores 2022                 | Plazia Colonia                    |
| Copa Libertadores 2022                 | Montevideo City Torque            |
| Copa Sudamericana 2022                 | Cerro Largo                       |
| Copa Sudamericana 2022                 | Montevideo Wanderers              |
| Copa Sudamericana 2022                 | Liverpool Fútbol Club             |
| Copa Sudamericana 2022                 | CA River Plate                    |
| Promotions et relégations              |                                   |
| Promus en Primera División             | Albion Football Club              |
| Promus en Primera División             | Danubio Fútbol Club               |
| Promus en Primera División             | Defensor Sporting Club            |
| Relégués en Primera B                  | Club Atlético Progreso            |
| Relégués en Primera B                  | Sud América                       |
| Relégués en Primera B                  | Villa Española                    |